# Lepadella hyalina
Lepadella hyalina är en hjuldjursart som beskrevs av Smirnov 1927. Lepadella hyalina ingår i släktet Lepadella och familjen Lepadellidae. Inga underarter finns listade i Catalogue of Life.